# Svenja Jung
Svenja Jung (Weroth, 28 maggio 1993) è un'attrice tedesca.

## Biografia
Svenja Jung è nata a Weroth il 28 maggio del 1993.
Ha completato gli esami di maturità nel 2012 e ha preso lezioni di recitazione presso la Juniorhouse di Colonia. Si è poi esibita nella serie televisiva Zwischen Kindheit und Erwachsensein di Bayerischer Rundfunk e ha lavorato come modella. Ha partecipato anche in spot televisivi e cortometraggi.
Jung ha anche studiato scienze europee dei media presso la Fachhochschule Potsdam.

## Filmografia

### Cinema
- Fucking Berlin, regia di Florian Gottschick (2016)
- Verrückt nach Fixi, regia di Mike Marzuk (2016)
- Die Mitte der Welt, regia di Jakib M. Erwa (2016)
- Der süße Brei, regia di Frank Stoye (2018)
- Tsokos (2018)
- Electric Girl (2019)
- A Gschicht über d‘Lieb, regia di Peter Evers (2019)
- Traumfabrik, regia di Martin Schreier (2019)
- Jenseits der Angst, regia di Thorsten Näter (2019)
- Ihr letzter Wille kann mich mal!, regia di Sinan Akkuş (2019)
- Young, Fragile (2020)
- Fly - Vola verso i tuoi sogni (Fly), regia di Katja von Garnier (2021)

### Televisione
- Zwischen Kindheit und Erwachsensein - serie TV (2013)
- Unter uns - soap opera (2014-2015)
- Il commissario Heldt (Heldt) - serie TV (2015)
- Il commissario Köster (Der Alte) - serie TV (2016)
- Armans Geheimnis - serie TV (2017)
- Squadra Speciale Colonia (SOKO Köln) - serie TV (2017)
- Ostfriesenkiller - serie TV (2017)
- Squadra Speciale Cobra 11 (Alarm für Cobra 11 – Die Autobahnpolizei) - serie TV (2017)
- Zarah - Wilde Jahre - serie TV (2017)
- Ultima traccia: Berlino (Letzte Spur Berlin) - serie TV (2018)
- Beat - serie TV (2018)
- Tatort: Wer jetzt allein ist -  serie TV (2018)
- Tatort: kaputt - serie TV (2019)
- Il commissario Lanz (Die Chefin) - serie TV (2019)
- Segreti nel tempo (Zeit der Geheimnisse) - miniserie TV (2019)
- Unter Verdacht: Evas letzter Gang - serie TV (2019)
- Dark - serie TV (2020)
- Deutschland 89 - miniserie TV (2020)
- Unsere wunderbaren Jahre - serie TV (2020)
- L'imperatrice - serie TV (2022)
- Der Palats - serie TV (2022)

## Doppiatrici italiane
Nelle versioni in italiano delle opere in cui ha recitato, Svenja Jung è stata doppiata da:
- Virginia Brunetti in Deutschland 89
- Elisa Angeli in Fly - Vola verso i tuoi sogni